# Andrew Pozzi
Andy Pozzi (ur. 15 maja 1992 w Stratford-upon-Avon) – brytyjski lekkoatleta specjalizujący się w biegach przez płotki.
W 2009 dotarł do półfinału mistrzostw świata juniorów młodszych, a w 2011 został wicemistrzem Europy juniorów w biegu na 110 metrów przez płotki. Czwarty zawodnik halowych mistrzostw świata w Sopocie (2014) i złoty medalista halowych mistrzostw Europy w Belgradzie. Złoty medalista mistrzostw kraju.

## Osiągnięcia
| Rok  | Impreza                               | Miejsce        | Konkurencja                | Pozycja    | Wynik   | Reprezentacja |
| ---- | ------------------------------------- | -------------- | -------------------------- | ---------- | ------- | ------------- |
| 2009 | Mistrzostwa świata juniorów młodszych | Bressanone     | bieg na 110 m przez płotki | Półfinał   | 13,82   | GBR           |
| 2011 | Mistrzostwa Europy juniorów           | Tallinn        | bieg na 110 m przez płotki | 2. miejsce | 13,57   | GBR           |
| 2012 | Halowe mistrzostwa świata             | Stambuł        | bieg na 60 m przez płotki  | 4. miejsce | 7,58    | GBR           |
| 2012 | Igrzyska olimpijskie                  | Londyn         | bieg na 110 m przez płotki | –          | DNF     | GBR           |
| 2014 | Halowe mistrzostwa świata             | Sopot          | bieg na 60 m przez płotki  | 4. miejsce | 7,53    | GBR           |
| 2016 | Mistrzostwa Europy                    | Amsterdam      | bieg na 110 m przez płotki | –          | DNS     | GBR           |
| 2016 | Igrzyska olimpijskie                  | Rio de Janeiro | bieg na 110 m przez płotki | Półfinał   | 13,67   | GBR           |
| 2017 | Halowe mistrzostwa Europy             | Belgrad        | bieg na 60 m przez płotki  | 1. miejsce | 7,51    | GBR           |
| 2017 | Mistrzostwa świata                    | Londyn         | bieg na 110 m przez płotki | Półfinał   | 13,28   | GBR           |
| 2018 | Halowe mistrzostwa świata             | Birmingham     | bieg na 60 m przez płotki  | 1. miejsce | 7,46    | GBR           |
| 2018 | Igrzyska Wspólnoty Narodów            | Gold Coast     | bieg na 110 m przez płotki | 6. miejsce | 13,53   | ENG           |
| 2018 | Mistrzostwa Europy                    | Berlin         | bieg na 110 m przez płotki | 6. miejsce | 13,48   | GBR           |
| 2019 | Halowe mistrzostwa Europy             | Glasgow        | bieg na 60 m przez płotki  | 6. miejsce | 7,68    | GBR           |
| 2019 | Mistrzostwa świata                    | Doha           | bieg na 110 m przez płotki | półfinał   | 13,60   | GBR           |
| 2021 | Halowe mistrzostwa Europy             | Toruń          | bieg na 60 m przez płotki  | 2. miejsce | 7,43    | GBR           |
| 2021 | Igrzyska olimpijskie                  | Tokio          | bieg na 110 m przez płotki | 7. miejsce | 13,30   | GBR           |
| 2022 | Mistrzostwa świata                    | Eugene         | bieg na 110 m przez płotki | półfinał   | 13,35 w | ENG           |
| 2022 | Igrzyska Wspólnoty Narodów            | Birmingham     | bieg na 110 m przez płotki | 3. miejsce | 13,37   | ENG           |
| 2022 | Mistrzostwa Europy                    | Monachium      | bieg na 110 m przez płotki | 6. miejsce | 13,66   | GBR           |

## Rekordy
Stadion
- Bieg na 100 metrów – 10,44 (27 lipca 2018, Londyn)
- Bieg na 110 metrów przez płotki – 13,14 (1 lipca 2017, Paryż i 14 sierpnia 2020, Monako), 13,13w (15 kwietnia 2017, Clermont)
- Bieg na 110 metrów przez płotki (99,0 cm) – 13,29 (3 lipca 2011, Mannheim)
- Bieg na 110 metrów przez płotki (91,4 cm) – 13,61 (9 lipca 2009, Bressanone)

Hala
- Bieg na 60 metrów przez płotki – 7,43 (18 lutego 2017, Birmingham i 7 marca 2021, Toruń)
- Bieg na 60 metrów przez płotki (99,0 cm) – 7,67 (27 lutego 2010, Birmingham)